# Zvi Goldstein

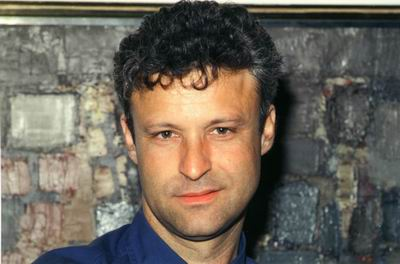
Zvi Goldstein, 1985

Zvi Goldstein (* 21. Januar 1947 in Cluj) ist ein rumänisch-israelischer Konzeptkünstler.

## Leben und Werk
Zvi Goldstein wurde in Transsilvanien geboren und kam 1958 nach Israel. In Jerusalem studierte er von 1966 bis 1969 an der Bezalel Academy of Arts and Design. Ab 1969 bis 1978 lebte Goldstein in Italien. 1972 schloss er sein Studium an der Accademia di Belle Arti di Brera in Mailand ab. 1978 kehrt er nach Jerusalem zurück und erhält dort einen Lehrauftrag an der Bezalel Academy of Arts and Design.

„Weit über 850 Objekte und Bilder, von der Antike bis zur Gegenwart, aus unterschiedlichen Kulturen rund um den Globus bilden in Haunted by Objects einen dichten, komplexen und hybriden Kosmos. Ausgangspunkte sind 62 Textpassagen aus Room 205, dem neuen Buch des Künstlers. Es schildert in einer mit unterschiedlichen Elementen durchsetzten poetischen Sprache einen einminütigen Flashback in einem Hotelzimmer kurz nach dem Erwachen. Der Text ist Ausdruck eines Bewusstseinszustandes zwischen Tagtraum, Fantasie und Halluzination, in dem Fragmente des eigenen Lebens mit künstlerischen, kulturellen und philosophischen Überlegungen kaleidoskopartig vereint sind.“

## Ausstellungen (Auswahl)

### Einzelausstellungen
- 1986: Die Sprache des Bauens. Zvi Goldstein Haus Lange / Haus Esters, Krefeld
- 1992: Zvi Goldstein De Appel Boys’ School, Amsterdam
- 1998: Zvi Goldstein-to be there Kaiser-Wilhelm-Museum, Krefeld und Kunsthalle Nürnberg
- 2011: Zvi Goldstein–Haunted by Objects Kunstsammlung Nordrhein-Westfalen, K20, Düsseldorf
- 2015: Reconstructed Memories (Lariam B) Daniel Marzona, Berlin
- 2016: Zvi Goldstein. Distance and Differences, S.M.A.K., Gent
- 2017: Zvi Goldstein: 1978 Tel Aviv Museum of Art, Israel

### Gruppenausstellungen
- 1986: Trends in Geometric Abstract Art Tel Aviv Museum of Art, Tel Aviv
- 1987: documenta 8, Kassel
- 1988: 45. Biennale di Venezia, Venedig
- 1989: Accrochage für Tatlin Kunsthalle Düsseldorf, Düsseldorf
- 1990: The Readymade Boomerang 8. Biennale of Sydney, Sydney
- 1995: 4. Istanbul Biennale, Istanbul
- 1998: 24. Biennale von São Paulo, São Paulo
- 2005: EindhovenIstanbul Van Abbemuseum, Eindhoven
- 2008: 7. Shanghai Biennale, Shanghai
- 2011: 3rd Herzliya Biennial for Contemporary Art - Herzliya Museum of Contemporary Art, Herzliya
- 2015: Adventures of the Black Square: Abstract Art and Society 1915 – 2015 Whitechapel Art Gallery, London

## Auszeichnungen
- 1984: The Sandberg Prize of The Israel Museum, Jerusalem, Israel
- 1985: Mies van der Rohe-Stipendium (artist in residence), Krefeld, Germany[1]
- 1987: Aaron Levi Prize of The Israel Museum, Jerusalem, Israel
- 1988: Prize of the Ministry of Education and Culture, Israel
- 1990: Berliner Künstlerprogramm des DAAD, Berlin
- 2002: The LennonOno Grant for Peace, New York

## Ausstellungskataloge
- Zvi Goldstein. Israel-Museum, Jerusalem 1975.
- Zvi Goldstein – Structure and Super-Structure. The Tel-Aviv Museum, Tel-Aviv 1983.
- Zvi Goldstein: Die Sprache des Bauens. von Zvi Goldstein und Julian Heynen. Projekt Haus Esters. Fotos von Volker Döhne. Kunstmuseum Krefeld, 1986.
- Zvi Goldstein – Tiers-Monde et Monde 3 – Modeles Anomaux. Centre Georges Pompidou, Paris 1987.
- Zvi Goldstein – The Glory of Abstraction. Kunstraum München, 1989. Texte von Zvi Goldstein, Stephan Schmidt-Wulffen und Michael Tacke. ISBN 978-3-923874-63-7.
- Zvi Goldstein – Black Hole Constructions. D.A.A.D. Gallery, Berlin 1990.
- Zvi Goldstein, De Appel. Amsterdam 1992.
- Zvi Goldstein. Mala Galerija, Liublijana 1995.
- Zvi Goldstein. The Israel Museum, Jerusalem 1995.
- Zvi Goldstein-to be there. Ausstellung in der Kunsthalle Nürnberg (12. Februar – 12. April 1998) und im Kaiser-Wilhelm-Museum Krefeld (10. Mai – 8. August 1998). Hrsg. von Julian Heyen und Eva Meyer-Hermann. Oktagon, Köln, ISBN 978-3-89611-047-3.
- Ausstellung Zvi Goldstein-Haunted by Objects (2011–2012 : Düsseldorf). Stiftung Kunstsammlung Nordrhein-Westfalen. 2011, ISBN 978-3-941773-15-8. (deutsch/englisch)

## Bücher von Zvi Goldstein
- Zvi Goldstein. On Paper. (Kunstwissenschaftliche Bibliothek) (englisch) von Christian Posthofen, 2004, Buchhandlung Walther König, 2004, ISBN 978-3-88375-865-7.
- Zvi Goldstein Room 205. Walther König, 2010, ISBN 978-3-86560-857-4.